# SHC1
پروتئین شمارهٔ ۱ تغییردهندهٔ SHC (انگلیسی: SHC-transforming protein 1) که به‌اختصار «SHC1» نامیده می‌شود، پروتئینی است که در انسان توسط ژن «SHC1» کدگذاری می‌شود.
این پروتئین در فرایند آپوپتوز نقش مهمی دارد.
از آنجایی که فعالیت‌های سیگنالینگِ SHC با خاصیت سرطان‌زایی برخی تومورها مرتبط است، ممکن است بتوان از آن، به‌عنوانِ «نشانگر تعیین پیش‌آگهی» در جریان درمان سرطان استفاده کرد.

## بیشتر بخوانید
- Sasaoka T, Kobayashi M (Aug 2000). "The functional significance of Shc in insulin signaling as a substrate of the insulin receptor". Endocrine Journal. 47 (4): 373–81. doi:10.1507/endocrj.47.373. PMID 11075717.
- Ravichandran KS (Oct 2001). "Signaling via Shc family adapter proteins". Oncogene. 20 (44): 6322–30. doi:10.1038/sj.onc.1204776. PMID 11607835.
- van der Geer P (May 2002). "Phosphorylation of LRP1: regulation of transport and signal transduction". Trends in Cardiovascular Medicine. 12 (4): 160–5. doi:10.1016/S1050-1738(02)00154-8. PMID 12069755.